# Madarosi
La madarosi è la perdita delle ciglia, e talvolta delle sopracciglia. Un termine antico e poco usato per riferirvisi in italiano è milfosi.

## Eziologia
- Blefarite
- malattie cutanee (dermatite atopica, lupus cutaneo, ecc.)
- malnutrizione: deficienza di proteine, zinco, ferro, biotina
- infezioni: lebbra, sifilide, HIV, e altri virus e funghi
- traumi: Tricotillomania
- iatrogena: propranololo, acido valproico, barbiturici, tossina botulinica, epinefrina, anticoagulanti
- intossicazioni (tallio, ecc.)
- genetica
- malattie autoimmuni:  alopecia areata, lupus eritematoso discoide, sindrome di Graham-Little, sindrome di Parry Romberg
- altre malattie:  ipotiroidismo, ipertiroidismo, ipoparatiroidismo, ipopituitarismo, amiloidosi, morbo di Gunther